# Rajon Susak

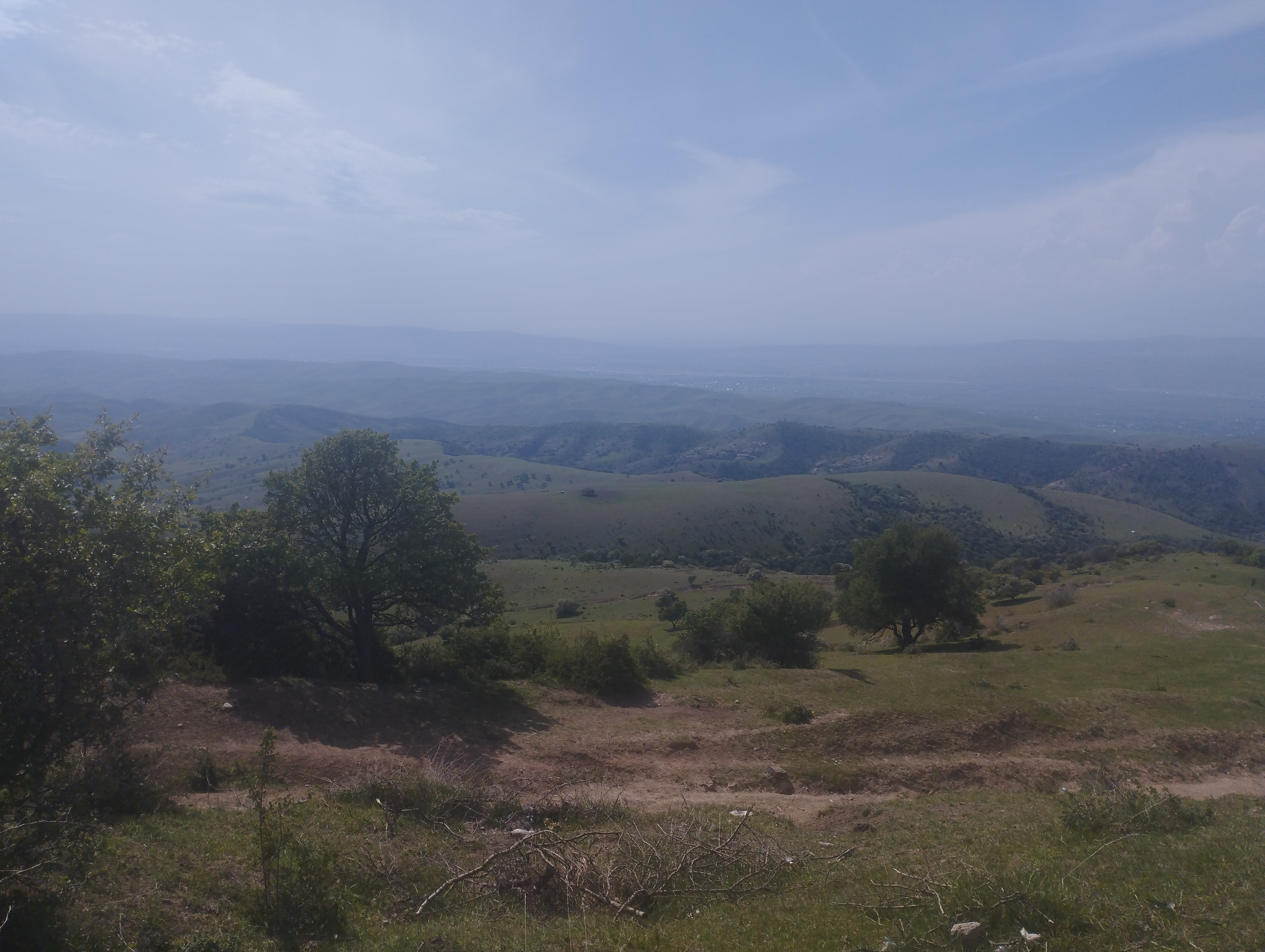
Landschaft in der Nähe von Kökdschanggak

Der Rajon Susak ist ein Rajon im Oblus Dschalal-Abad in Kirgisistan. Hauptort ist Susak. Die Fläche beträgt 3.019 km2.

## Geographie
Der Rajon Susak ist nach Bevölkerung der zweitgrößte Rajon im Oblus Dschalal-Abad. Ein Großteil der Fläche wird vom Kökart-Tal eingenommen. Der Fluss Kökart durchquert das Tal von Norden nach Süden, bevor er an der usbekischen Grenze in den Karadarja mündet. Im Norden wird der Rajon durch das Ferghanagebirge begrenzt. Ein wichtiger Pass darüber ist der Kök-Art-Pass, der von einer Straße und dem Kögart passiert wird. Südlich grenzt er an das Oblus Osch und an Usbekistan, im Osten und Norden an den Rajon Togus-Toro und im Westen an den Rajon Basarkorgon. Obwohl Dschalal-Abad vom Rajon größtenteils umschlossen ist, gehört die Stadt nicht zum Rajon.

## Wirtschaft und Infrastruktur
Im Süden des Rajons führt die Fernstraße M41 an Susak vorbei. Eine Bahnstrecke verbindet Kökdschanggak über Dschalal-Abad mit Usbekistan.
Im Rajon gibt es 3 Krankenhäuser, 115 Schulen und 15 Kulturzentren.

## Städte, Siedlungen und Dörfer
Es gibt 1 Stadt und 123 Dörfer in 13 Landgemeinden. Die Stadt ist Kökdschanggak.
Die 13 Landgemeinden sind:
1. Barpy
2. Bagysch
3. Barpy
4. Kara-Alma
5. Kara-Darja
6. Kök-Art
7. Kurmanbek
8. Kys-Kol
9. Kysyl-Tuu
10. Lenin
11. Susak
12. Tasch-Bulak
13. Yrys (Sitz in Kümüsch-Asis)

## Bevölkerung
Quelle:
| 1970    | 1979    | 1989    | 1999    | 2009    |
| ------- | ------- | ------- | ------- | ------- |
| 118.159 | 141.123 | 167.832 | 200.232 | 220.675 |

| Gesamt  | Kirgisen | Usbeken | Türken | Russen | Kurden | andere |
| ------- | -------- | ------- | ------ | ------ | ------ | ------ |
| 241.198 | 147.662  | 83.551  | 4.654  | 1.061  | 1.561  | 2.709  |